# Apple SoC

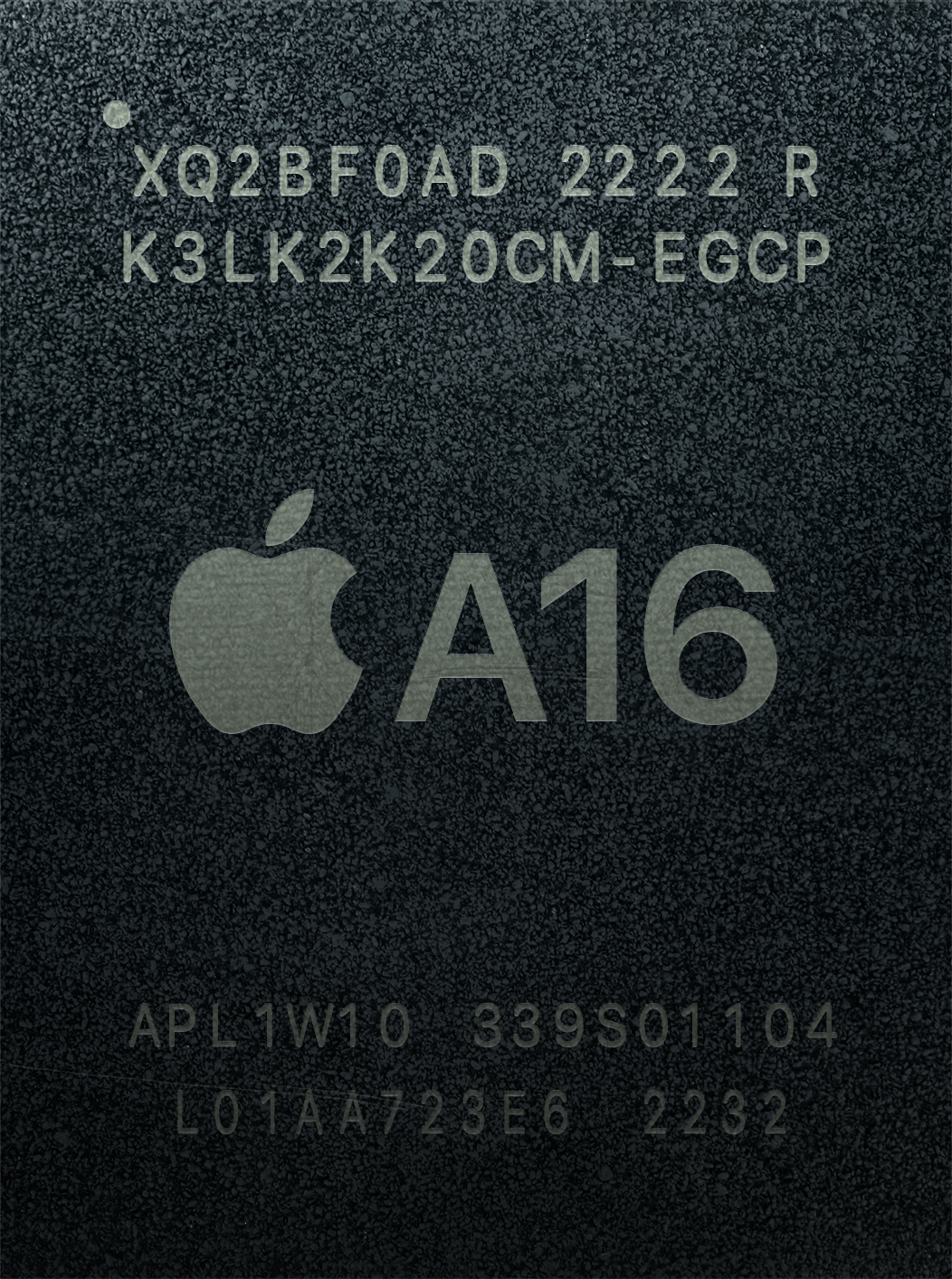
Chip A16 Bionic

Bộ vi xử lý Apple SoC (Apple System on Chip, hay System in Package) là bộ vi xử lý, chipset do Apple Inc. tự thiết kế dựa trên nền tảng ARM, bao gồm các hệ thống trên một vi mạch, bộ xử lý trung tâm (CPU - Central Processing Unit) và bộ xử lý đồ họa (GPU - Graphics Processing Unit) tích hợp trong các thiết bị của Apple như iPhone, iPad, iPod và Apple TV.
Apple SoC mới nhất hiện tại là Apple A18 Pro tiến trình 3 nm, CPU 6 nhân Hexa-core (2 lõi tốc độ cao, 4 lõi tốc độ thấp) đi kèm Apple GPU (6 lõi đồ họa). Ngoài dòng A series, Apple còn có các SoC dòng S cho Apple Watch, và các dòng T, W, H và U không đảm nhiệm vị trí xử lý trung tâm.
Johny Srouji là giám đốc điều hành thiết kế vi xử lý SoC của Apple.

## Giai đoạn đầu
SoC APL0098 (8900B/S5L8900) được giới thiệu ngày 29/06/2007, sản xuất bởi Samsung, sử dụng trên iPhone thế hệ thứ nhất.
SoC APL0278 (S5L8720) giới thiệu ngày 9/9/2008, tiến trình 65 nm, sản xuất bởi Samsung, tích hợp trên iPod thế hệ thứ 2.
SoC APL0298 (S5L8920) giới thiệu ngày 8/6/2009, sản xuất bởi Samsung, sử dụng trên iPhone 3GS.
SoC APL2298 (S5L8922), tiến trình 45 nm được giới thiệu ngày 9/9/2009.

## A series
Apple A series là dòng SoC được sử dụng làm bộ xử lý trung tâm trên iPhone, iPad, iPod touch và Apple TV, dựa trên cấu trúc ARM, gồm CPU và GPU, bộ nhớ đệm. Apple A từng được sản xuất bởi Samsung và hiện tại là TSMC.

### Apple A4
Apple A4, tên mã S5L8930 sử dụng CPU cấu trúc ARM Cortex-A9 MPCore cùng GPU PowerVR SGX 535. Sử dụng trong iPad thế hệ đầu tiên, Apple TV 2 và iPod Touch 4G, Apple A4 đi kèm với RAM 256MB, còn ở iPhone 4 thì đi kèm với RAM 512 MB. Tốc độ xung nhịp của A4 là 1 GHz.

### Apple A5
Apple A5, tên mã S5L8940 được sử dụng lần đầu ở iPad 2, iPhone 4S, Apple TV 3 và gần đây là iPad Mini. A5 sử dụng chip ARM Cortex-A9 có xung nhịp 1 GHz và được sản xuất bởi Samsung 

### Apple A5X
Apple A5X, tên mã S5L8945 là con chip sử dụng trên iPad thế hệ thứ 3. A5X là phiên bản nâng cấp của A5 nhưng với GPU đồ họa 4 nhân (PowerVR SGX543MP4) có hiệu năng gấp đôi so với A5, theo Apple tuyên bố. Apple A5X được Samsung sản xuất với tiến trình 45 nm.

### Apple A6
Apple A6, tên mã S5L8950 là con chip được sử dụng trên iPhone 5. Apple tuyên bố rằng nó nhanh và có sức mạnh đồ họa cao gấp đôi so với người tiền nhiệm Apple A5. A6 nhỏ hơn 22% và tiêu thụ ít năng lượng hơn so với A5. CPU lõi kép ARMv7 xung nhịp 1,3 GHz do Apple thiết kế, thay vì CPU ARM thiết kế sẵn trước đó. A6 đi kèm với 3 nhân xử lý đồ họa, 2 nhân CPU và 1GB RAM. Apple A6 được gia công bởi Samsung trên dây chuyền 32 nm

### Apple A6X
Apple A6X là con chip được sử dụng trên dòng iPad thế hệ thứ 4. Theo Apple thì A6X có tốc độ nhanh hơn A6 2 lần, có CPU 2 nhân và 4 nhân đồ họa. Do có bất đồng với Samsung, Apple thuê một nhà gia công mới là hãng điện tử Đài Loan TSMC

### Apple A7
Apple A7 là SoC 64 bit đầu tiên, thay thế cho các SoC 32 bit trước kia, lần đầu tiên xuất hiện trong iPhone 5S, được giới thiệu vào ngày 10 tháng 9 năm 2013. Con chip này cũng sẽ được sử dụng trong iPad Air, iPad Mini 2 và iPad Mini 3. Apple tuyên bố rằng A7 nhanh và có sức mạnh đồ họa cao gấp đôi so với người tiền nhiệm Apple A6.

### Apple A8
Apple A8 là SoC 64 bit được sản xuất bởi TSMC, tích hợp trong iPhone 6 và iPhone 6 Plus, được giới thiệu vào ngày 9 tháng 9 năm 2014. Apple tuyên bố rằng A8 có hiệu suất CPU cao hơn 25% và hiệu năng đồ họa cao hơn 50% trong khi chỉ tiêu tốn 50% năng lượng so với Apple A7. Vào ngày 9 tháng 2 năm 2018, Apple đã phát hành loa thông minh HomePod, được tích hợp Apple A8 với RAM 1 GB.

### Apple A8X
Apple A8X là SoC 64 bit, tiến trình 20 nm, được giới thiệu tại buổi ra mắt iPad Air 2 vào ngày 16 tháng 10 năm 2014, là một biến thể hiệu suất cao hơn của Apple A8. Apple tuyên bố rằng nó có hiệu suất CPU cao hơn 40% và hiệu năng đồ họa gấp 2,5 lần so với Apple A7.

### Apple A9
Apple A9 là SoC dựa trên ARM 64 bit xuất hiện lần đầu tiên trên iPhone 6S và 6S Plus, được giới thiệu vào ngày 9 tháng 9 năm 2015. Apple tuyên bố rằng nó có hiệu suất CPU cao hơn 70% và hiệu năng đồ họa cao hơn 90% so với Apple A8, A9 có 2 phiên bản, 1 được Samsung sản xuất trên tiến trình LPE FinFET 14 nm và 2 được TSMC trên tiến trình FinFET 16 nm. Sau đó, A9 đã được đưa vào iPhone SE và iPad (2017).

### Apple A9X
Apple A9X là SoC 64 bit được công bố vào ngày 9 tháng 9 năm 2015 và được phát hành vào ngày 11 tháng 11 năm 2015, A9X được tích hợp trong iPad Pro, hiệu suất CPU cao hơn 80% và hiệu năng GPU gấp hai lần so với Apple A8X. A9X được sản xuất bởi TSMC tiến trình 16 nm.

### Apple A10 Fusion
Apple A10 Fusion là SoC dựa trên ARM xuất hiện trên iPhone 7 và 7 Plus, được giới thiệu vào ngày 7 tháng 9 năm 2016. A10 cũng được sử dụng trong iPad 2018, iPad 2019 và iPod Touch thế hệ thứ 7. A10 nhanh hơn 40% so với A9, với tốc độ xử lý đồ họa nhanh hơn 50%.

### Apple A10X Fusion
Apple A10X Fusion là SoC 64-bit tiến trình 10 nm, lần đầu tiên xuất hiện trong iPad Pro 10,5" và thế hệ thứ hai của iPad Pro 12,9", được công bố vào ngày 5 tháng 6 năm 2017. Apple tuyên bố rằng nó có hiệu suất CPU nhanh hơn 30% và hiệu suất GPU nhanh hơn 40% so với A9X. Vào ngày 12 tháng 9 năm 2017, Apple đã thông báo rằng Apple TV 4K sẽ được trang bị A10X.

### Apple A11 Bionic
Apple A11 Bionic là SoC 64-bit xuất hiện lần đầu tiên trên iPhone 8, iPhone 8 Plus và iPhone X, được giới thiệu vào ngày 12 tháng 9 năm 2017. A11 có hai lõi hiệu suất cao nhanh hơn 25% so với A10 Fusion và bốn lõi tiết kiệm nặng lượng hơn 70% so với A10.

### Apple A12 Bionic
Apple A12 Bionic là SoC 64 bit tiến trình 7 nm, xuất hiện lần đầu tiên trong iPhone XS, XS Max và XR, được giới thiệu vào ngày 12 tháng 9 năm 2018. A12 cũng được sử dụng trên các mẫu 2019 của iPad Air và iPad Mini. Nó có hai lõi hiệu suất cao nhanh hơn 15% so với A11 Bionic và bốn lõi hiệu suất cao, sử dụng năng lượng thấp hơn 50% so với A11 Bionic.
A12 là SoC 7 nm đầu tiên được thương mại hóa trên điện thoại thông minh, mặc dù SoC 7 nm đầu tiên được giới thiệu là Huawei Kirin 980, tuy nhiên sản phẩm của Huawei được bán ra muộn hơn Apple.

### Apple A12X Bionic
Apple A12X Bionic là SoC 64 bit xuất hiện lần đầu tiên trong iPad Pro 11.0" và thế hệ thứ ba của iPad Pro 12.9", cả hai được công bố vào ngày 30 tháng 10 năm 2018. A12X có hiệu suất đơn nhân nhanh hơn 35% và đa nhân nhanh hơn 90% so với A10X. A12X được sản xuất bởi TSMC sử dụng quy trình FinFET 7 nm, là con chip 7 nm đầu tiên và mạnh mẽ nhất trên máy tính bảng hiện giờ.

### Apple A13 Bionic
Apple A13 Bionic là SoC 64 bit 7 nm, xuất hiện lần đầu tiên trên iPhone 11, 11 Pro và 11 Pro Max được giới thiệu vào ngày 10 tháng 9 năm 2019.

### Apple A12Z Bionic

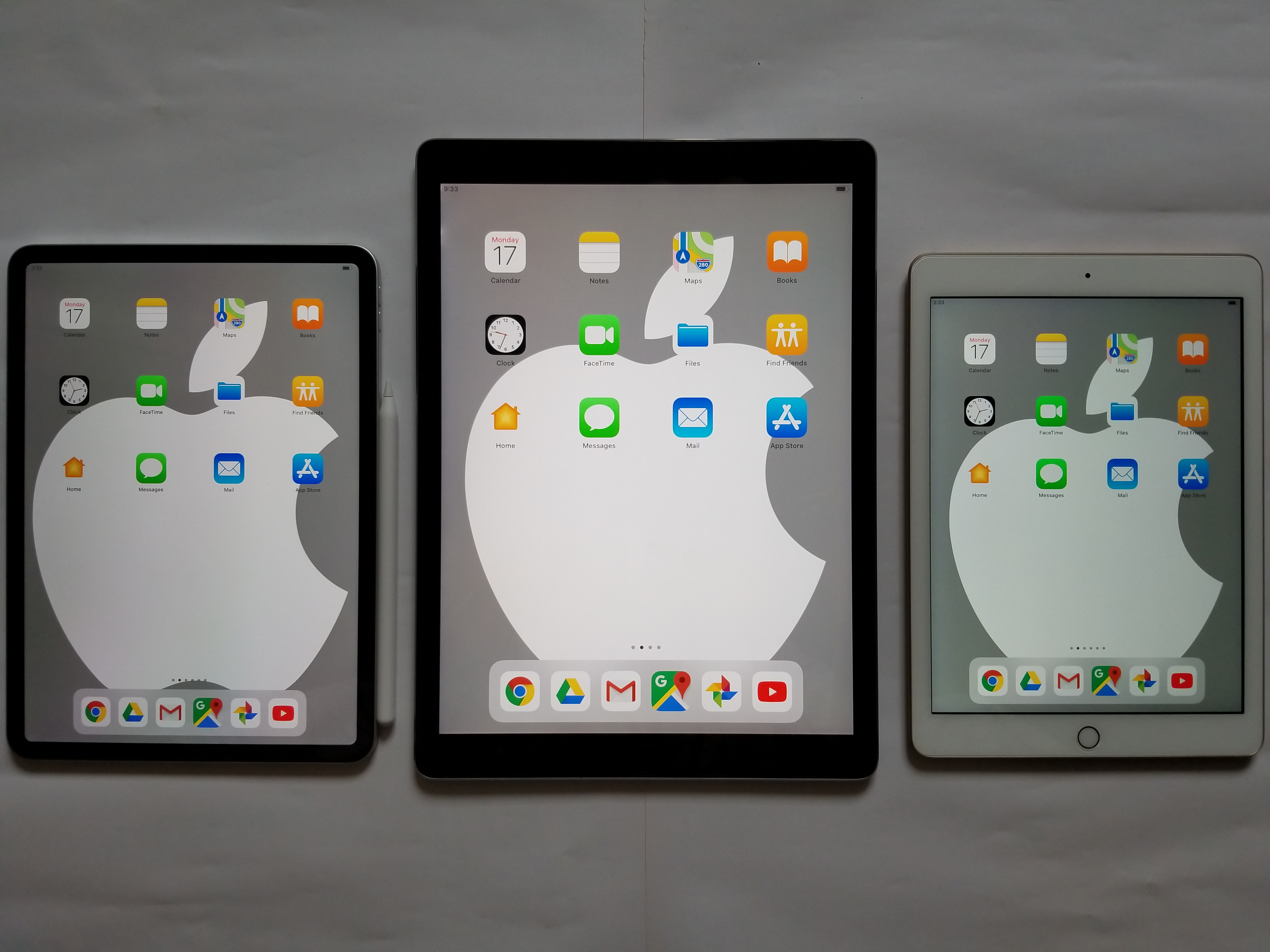
iPad Pro 2018 11 inch, iPad Pro 12.9 Inch và iPad Pro 10.5 inch

Ngày 18/03/2020, Apple ra mắt mẫu iPad Pro 2020 (là mẫu kế nhiệm iPad Pro 2018, có thiết kế mới, trang bị màn hình viền mỏng và hệ thống nhận diện khuôn mặt Face ID) sử dụng CPU Apple A12Z Bionic Octa-core, Apple GPU, cho hiệu năng "mạnh hơn hầu hết PC chạy Windows" (theo Apple). iPad Pro 2020 vẫn gồm 2 tùy chọn màn hình 11 inch và 12,9 inch, bộ nhớ tối thiểu 128 GB, giá bán khởi điểm 799 USD cho phiên bản 11 inch và 999 USD cho phiên bản 12,9 inch.
Thiết kế của iPad Pro 2020 giống phiên bản trước với 4 cạnh vuông vức, mặt lưng cải tiến với cụm camera sau hình vuông tương tự dòng iPhone 11. Gồm camera chính 12 MP, camera góc siêu rộng 10 MP và cảm biến LiDAR (Light Detection and Ranging) phục vụ đo chiều sâu, hỗ trợ ứng dụng AR.
Phụ kiện bàn phím rời Magic Keyboard, sử dụng cơ chế cắt kéo giống MacBook Air 2020 mới ra mắt, bổ sung trackpad. Magic Keyboard cho iPad Pro còn trang bị đèn nền và pin sạc qua cổng USB-C. Phụ kiện này sẽ lên kệ từ tháng 5 với giá 299 USD cho phiên bản 11 inch và 349 USD cho phiên bản 12,9 inch, hoàn toàn tương thích với thế hệ iPad Pro 2018.
iPad Pro 2020 vẫn trang bị màn hình Liquid Retina 2048 x 2732 pixels, tần số quét 120 Hz, hỗ trợ True Tone, cổng kết nối USB-C, camera trước TrueDepth 7 MP, hỗ trợ bút cảm ứng Apple Pencil thế hệ thứ 2.

### Apple A14 Bionic
Apple A14 Bionic là một bộ vi xử lý 64-bit ARMv8.5-A được thiết kế bởi công ty Apple Inc. Con chip này xuất hiện trên các dòng iPad Air thế hệ 4 và iPad thế hệ 10, iPhone 12 Mini, iPhone 12, iPhone 12 Pro, và iPhone 12 Pro Max.

### Apple A15 Bionic
Apple A15 Bionic là hệ thống trên chip (SoC) dựa trên ARM 64 bit do Apple Inc. thiết kế, một phần của dòng Apple Silicon. Nó được sử dụng trong iPhone 13 và 13 Mini, iPhone 13 Pro và 13 Pro Max, iPad Mini (thế hệ thứ 6), iPhone SE (thế hệ thứ 3), iPhone 14 và 14 Plus và Apple TV 4K (thế hệ thứ 3). 

### Apple A16 Bionic
Apple A16 Bionic là hệ thống trên chip (SoC) dựa trên ARM 64 bit do Apple Inc., một phần của dòng Apple Silicon, được thiết kế và sản xuất bởi TSMC. Con chip này xuất hiện trên các dòng iPhone 14 Pro và 14 Pro Max, và iPhone 15, 15 Plus.

### Apple A17 Pro
Apple A17 Pro là chipset cấp cao nhất của nhà Apple. Con chip này dựa trên quy trình 3nm của TSMC có cấu hình lõi Hexa được chia thành hai cụm. Hiệu năng của con chip A17 được cho là cao hơn 20% so với A16 Bionic. Con chip này xuất hiện trên các dòng iPhone 15 Pro và 15 Pro Max.

### Apple A18
Apple A18 được giới thiệu vào 0 giờ ngày 10/9, cùng với sự kiện It's Glowtime ra mắt iPhone 16 Series, Apple Watch Series 10, Apple Watch Ultra 2, AirPods 4, AirPods Pro 2, AirPods Max. Con chip này xuất hiện trên các dòng iPhone 16 và 16 Plus.

### Apple A18 Pro
Apple A18 Pro được giới thiệu vào 0 giờ ngày 10/9, cùng với sự kiện It's Glowtime ra mắt iPhone 16 Series, Apple Watch Series 10, Apple Watch Ultra 2, AirPods 4, AirPods Pro 2, AirPods Max. Con chip này xuất hiện trên các dòng iPhone 16 Pro và 16 Pro Max.

## Danh sách các bộ xử lý
| General     | General  | General  | Image               | Semiconductor technology | Semiconductor technology | Semiconductor technology          | Semiconductor technology        | Computer architecture | Computer architecture | CPU              | CPU              | CPU                   | CPU              | CPU              | CPU             | CPU                                               | CPU                                                            | CPU                        | CPU            | CPU                             | GPU                                           | GPU                             | GPU           | GPU            | GPU               | GPU                       | AI accelerator            | AI accelerator  | Memory technology | Memory technology             | Memory technology                                 | Memory technology      | Memory technology  | Phát hành lần đầu             | Supported OS                                                                   | Supported OS                                                                                      |                           |                    |                     |         |          |
| Tên         | Tên mã   | Part No. | Image               | Node                     | Nhà sản xuất             | Transistors count                 | Die size                        | CPU ISA               | Bit width             | Performance core | Performance core | Performance core      | Efficiency core  | Efficiency core  | Efficiency core | Overall cores                                     | Cache                                                          | Cache                      | Cache          | Cache                           | Vendor                                        | Cores                           | SIMD EU count | FP32 ALU count | Frequency         | FP32 FLOPS                | Cores                     | OPS             | Memory bus width  | Total channel Bit per channel | Memory type                                       | Theoretical bandwidth  | Available capacity | Phát hành lần đầu             | Initial                                                                        | Terminal                                                                                          |                           |                    |                     |         |          |
| Tên         | Tên mã   | Part No. | Image               | Node                     | Nhà sản xuất             | Transistors count                 | Die size                        | CPU ISA               | Bit width             | Core name        | Cores            | Core speed            | Core name        | Cores            | Core speed      | Overall cores                                     | L1                                                             | L2                         | L3             | SLC                             | Vendor                                        | Cores                           | SIMD EU count | FP32 ALU count | Frequency         | FP32 FLOPS                | Cores                     | OPS             | Memory bus width  | Total channel Bit per channel | Memory type                                       | Theoretical bandwidth  | Available capacity | Phát hành lần đầu             | Initial                                                                        | Terminal                                                                                          |                           |                    |                     |         |          |
| ----------- | -------- | -------- | ------------------- | ------------------------ | ------------------------ | --------------------------------- | ------------------------------- | --------------------- | --------------------- | ---------------- | ---------------- | --------------------- | ---------------- | ---------------- | --------------- | ------------------------------------------------- | -------------------------------------------------------------- | -------------------------- | -------------- | ------------------------------- | --------------------------------------------- | ------------------------------- | ------------- | -------------- | ----------------- | ------------------------- | ------------------------- | --------------- | ----------------- | ----------------------------- | ------------------------------------------------- | ---------------------- | ------------------ | ----------------------------- | ------------------------------------------------------------------------------ | ------------------------------------------------------------------------------------------------- | ------------------------- | ------------------ | ------------------- | ------- | -------- |
| [ a ]       | APL0098  | S5L8900  |                     | 90 nm                    | Samsung                  |                                   | 72 mm2                          | ARMv6                 | 32-bit                | ARM11            | 1                | 412 MHz               | —                | —                | —               | Overall cores                                     | Single-core                                                    | L1i: 16 KB L1d: 16 KB      | —              | —                               | —                                             | PowerVR MBX Lite                | 1             | 1              | 8                 | 60 MHz – 103 MHz          | 0.96 GFLOPS – 1.64 GFLOPS | —               | —                 | 16-bit                        | 1 channel 16-bit/channel                          | LPDDR-266 (133 MHz)    | 533 MB/s           | 128 MB                        | June 29, 2007                                                                  | iPhone OS 1.0                                                                                     | iPhone OS 3.1.3 iOS 4.2.1 |                    |                     |         |          |
| [ d ]       | APL0278  | S5L8720  |                     | 65 nm                    | Samsung                  |                                   | 36 mm2                          | ARMv6                 | 32-bit                | ARM11            | 1                | 533 MHz               | —                | —                | —               | 103 MHz – 133 MHz                                 | Single-core                                                    | L1i: 16 KB L1d: 16 KB      | —              | —                               | —                                             | PowerVR MBX Lite                | 1             | 1              | 8                 | 1.64 GFLOPs – 2.12 GFLOPS | 32-bit                    | —               | —                 | 1 channel 32-bit/channel      | 1066 MB/s                                         | LPDDR-266 (133 MHz)    | September 9, 2008  | 128 MB                        | iPhone OS 2.1.1                                                                |                                                                                                   | iPhone OS 3.1.3 iOS 4.2.1 |                    |                     |         |          |
| [ e ]       | APL0298  | S5L8920  |                     | 65 nm                    | Samsung                  |                                   | 71.8 mm2                        | ARMv7                 | 32-bit                | Cortex-A8        | 1                | 600 MHz               | —                | —                | —               | L1i: 32 KB L1d: 32 KB                             | Single-core                                                    | 256 KB                     | PowerVR SGX535 | —                               | —                                             | 2                               | 1             | 16             | 200 MHz           | 6.4 GFLOPS                | 32-bit                    | —               | —                 | 1 channel 32-bit/channel      | LPDDR-400 (200 MHz)                               | 1.6 GB/s               | 256 MB             | June 19, 2009                 | iPhone OS 3.0                                                                  | iOS 6.1.6                                                                                         |                           |                    |                     |         |          |
| [ e ]       | APL2298  | S5L8922  |                     | 45 nm                    | Samsung                  |                                   | 41.6 mm2                        | ARMv7                 | 32-bit                | Cortex-A8        | 1                | 600 MHz               | —                | —                | —               | L1i: 32 KB L1d: 32 KB                             | Single-core                                                    | 256 KB                     | PowerVR SGX535 | —                               | —                                             | 2                               | 1             | 16             | 200 MHz           | 6.4 GFLOPS                | 32-bit                    | —               | —                 | 1 channel 32-bit/channel      | LPDDR-400 (200 MHz)                               | 1.6 GB/s               | 256 MB             | September 9, 2009             | iPhone OS 3.1.1                                                                | iOS 5.1.1                                                                                         |                           |                    |                     |         |          |
| A4          | APL0398  | S5L8930  |                     | 45 nm                    | Samsung                  |                                   | 53.3 mm2                        | ARMv7                 | 32-bit                | Cortex-A8        | 1                | 800 MHz               | —                | —                | —               | L1i: 32 KB L1d: 32 KB                             | Single-core                                                    | 512 KB                     | PowerVR SGX535 | —                               | —                                             | 2                               | 1             | 16             | 200 MHz – 250 MHz | 6.4 GFLOPS – 8.0 GFLOPS   | 64-bit                    | —               | —                 | 2 channels 32-bit/channel     | LPDDR-400 (200 MHz)                               | 3.2 GB/s               | 256 MB             | April 3, 2010                 | iPhone OS 3.2 Apple TV Software 4.0                                            | iOS 6.1.6                                                                                         |                           |                    |                     |         |          |
| A4          | APL0398  | S5L8930  | 1.0 GHz             | 45 nm                    | Samsung                  | iOS 5.1.1 Apple TV Software 6.2.1 | 53.3 mm2                        | ARMv7                 | 32-bit                | Cortex-A8        | 1                |                       | —                | —                | —               | L1i: 32 KB L1d: 32 KB                             | Single-core                                                    | 512 KB                     | PowerVR SGX535 | —                               | —                                             | 2                               | 1             | 16             | 200 MHz – 250 MHz | 6.4 GFLOPS – 8.0 GFLOPS   | 64-bit                    | —               | —                 | 2 channels 32-bit/channel     | LPDDR-400 (200 MHz)                               | 3.2 GB/s               | 256 MB             | April 3, 2010                 | iPhone OS 3.2 Apple TV Software 4.0                                            |                                                                                                   |                           |                    |                     |         |          |
| A4          | APL0398  | S5L8930  | 800 MHz             | 45 nm                    | Samsung                  | 512 MB                            | 53.3 mm2                        | ARMv7                 | 32-bit                | Cortex-A8        | 1                | iOS 7.1.2             | —                | —                | —               | L1i: 32 KB L1d: 32 KB                             | Single-core                                                    | 512 KB                     | PowerVR SGX535 | —                               | —                                             | 2                               | 1             | 16             | 200 MHz – 250 MHz | 6.4 GFLOPS – 8.0 GFLOPS   | 64-bit                    | —               | —                 | 2 channels 32-bit/channel     | LPDDR-400 (200 MHz)                               | 3.2 GB/s               |                    | April 3, 2010                 | iPhone OS 3.2 Apple TV Software 4.0                                            |                                                                                                   |                           |                    |                     |         |          |
| A5          | APL0498  | S5L8940  |                     | 45 nm                    | Samsung                  | 512 MB                            |                                 | ARMv7                 | 32-bit                | 122.2 mm2        | Cortex-A9        | 2                     | —                | —                | —               | L1i: 32 KB L1d: 32 KB                             | 800 MHz                                                        | Dual-core                  | 1 MB           | —                               | —                                             | PowerVR SGX543                  | 2             | 4              | 32                | 200 MHz                   | 64-bit                    | —               | —                 | 2 channels 32-bit/channel     | 12.8 GFLOPS                                       | LPDDR2-800 (400 MHz)   | 6.4 GB/s           | March 11, 2011                | iOS 4.3                                                                        | iOS 9.3.5 iOS 9.3.6 Apple TV Software 7.6.2                                                       |                           |                    |                     |         |          |
| A5          | APL0498  | S5L8940  | 1.0 GHz             | 45 nm                    | Samsung                  | 512 MB                            |                                 | ARMv7                 | 32-bit                | 122.2 mm2        | Cortex-A9        | 2                     | —                | —                | —               | L1i: 32 KB L1d: 32 KB                             |                                                                | Dual-core                  | 1 MB           | —                               | —                                             | PowerVR SGX543                  | 2             | 4              | 32                | 200 MHz                   | 64-bit                    | —               | —                 | 2 channels 32-bit/channel     | 12.8 GFLOPS                                       | LPDDR2-800 (400 MHz)   | 6.4 GB/s           | March 11, 2011                | iOS 4.3                                                                        | iOS 9.3.5 iOS 9.3.6 Apple TV Software 7.6.2                                                       |                           |                    |                     |         |          |
| A5          | APL2498  | S5L8942  |                     | 32 nm Hκ MG              | Samsung                  | 512 MB                            |                                 | ARMv7                 | 32-bit                | 69.6 mm2         | Cortex-A9        | 2                     | —                | —                | —               | L1i: 32 KB L1d: 32 KB                             | 800 MHz                                                        | Dual-core                  | 1 MB           | —                               | —                                             | PowerVR SGX543                  | 2             | 4              | 32                | 200 MHz                   | 64-bit                    | —               | —                 | 2 channels 32-bit/channel     | 12.8 GFLOPS                                       | LPDDR2-800 (400 MHz)   | 6.4 GB/s           | March 7, 2012                 | iOS 5.1                                                                        | iOS 9.3.5 iOS 9.3.6 Apple TV Software 7.6.2                                                       |                           |                    |                     |         |          |
| A5          | APL2498  | S5L8942  | 1.0 GHz             | 32 nm Hκ MG              | Samsung                  | 512 MB                            |                                 | ARMv7                 | 32-bit                | 69.6 mm2         | Cortex-A9        | 2                     | —                | —                | —               | L1i: 32 KB L1d: 32 KB                             |                                                                | Dual-core                  | 1 MB           | —                               | —                                             | PowerVR SGX543                  | 2             | 4              | 32                | 200 MHz                   | 64-bit                    | —               | —                 | 2 channels 32-bit/channel     | 12.8 GFLOPS                                       | LPDDR2-800 (400 MHz)   | 6.4 GB/s           | March 7, 2012                 | iOS 5.1                                                                        | iOS 9.3.5 iOS 9.3.6 Apple TV Software 7.6.2                                                       |                           |                    |                     |         |          |
| A5          | APL2498  | S5L8942  | 2 (One core locked) | 32 nm Hκ MG              | Samsung                  | 512 MB                            | Dual-core Single-core in actual | ARMv7                 | 32-bit                | 69.6 mm2         | Cortex-A9        | Apple TV Software 5.0 | —                | —                | —               | L1i: 32 KB L1d: 32 KB                             |                                                                |                            | 1 MB           | —                               | —                                             | PowerVR SGX543                  | 2             | 4              | 32                | 200 MHz                   | 64-bit                    | —               | —                 | 2 channels 32-bit/channel     | 12.8 GFLOPS                                       | LPDDR2-800 (400 MHz)   | 6.4 GB/s           | March 7, 2012                 |                                                                                | iOS 9.3.5 iOS 9.3.6 Apple TV Software 7.6.2                                                       |                           |                    |                     |         |          |
| A5          | APL7498  | S5L8947  |                     | 32 nm Hκ MG              | Samsung                  | 512 MB                            |                                 | ARMv7                 | 32-bit                | 37.8 mm2         | Cortex-A9        | 1                     | —                | —                | —               | L1i: 32 KB L1d: 32 KB                             | Single-core                                                    | January 28, 2013           | 1 MB           | —                               | —                                             | PowerVR SGX543                  | 2             | 4              | 32                | 200 MHz                   | 64-bit                    | —               | —                 | 2 channels 32-bit/channel     | 12.8 GFLOPS                                       | LPDDR2-800 (400 MHz)   | 6.4 GB/s           | Apple TV Software 5.2         |                                                                                | iOS 9.3.5 iOS 9.3.6 Apple TV Software 7.6.2                                                       |                           |                    |                     |         |          |
| A5X         | APL5498  | S5L8945  |                     | 45 nm                    | Samsung                  |                                   | 165 mm2                         | ARMv7                 | 32-bit                | 2                | Cortex-A9        | Dual-core             | —                | —                | —               | L1i: 32 KB L1d: 32 KB                             | 4                                                              | 8                          | 1 MB           | —                               | —                                             | PowerVR SGX543                  | 64            | 25.6 GFLOPS    | 128-bit           | 200 MHz                   | 4 channels 32-bit/channel | —               | —                 | 12.8 GB/s                     | 1 GB                                              | LPDDR2-800 (400 MHz)   | March 16, 2012     | iOS 5.1                       |                                                                                | iOS 9.3.5 iOS 9.3.6 Apple TV Software 7.6.2                                                       |                           |                    |                     |         |          |
| A6          | APL0598  | S5L8950  |                     | 32 nm Hκ MG              | Samsung                  |                                   | 96.71 mm2                       | ARMv7s                | 32-bit                | 2                | Swift            | Dual-core             | —                | —                | —               | L1i: 32 KB L1d: 32 KB                             | 1.3 GHz                                                        | 3                          | 1 MB           | —                               | —                                             | PowerVR SGX543                  | 6             | 48             | 266 MHz           | 68.0 GFLOPS               | 64-bit                    | —               | —                 | 2 channels 32-bit/channel     | 1 GB                                              | LPDDR2-1066 (533 MHz)  | 8.5 GB/s           | September 21, 2012            | iOS 6.0                                                                        | iOS 10.3.3 iOS 10.3.4                                                                             |                           |                    |                     |         |          |
| A6X         | APL5598  | S5L8955  |                     | 32 nm Hκ MG              | Samsung                  |                                   | 123 mm2                         | ARMv7s                | 32-bit                | 2                | Swift            | Dual-core             | —                | —                | —               | L1i: 32 KB L1d: 32 KB                             | 1.4 GHz                                                        | PowerVR SGX554             | 1 MB           | —                               | —                                             | 4                               | 16            | 128            | 300 MHz           | 76.8 GFLOPS               | 128-bit                   | —               | —                 | 4 channels 32-bit/channel     | 1 GB                                              | LPDDR2-1066 (533 MHz)  | 17.0 GB/s          | November 2, 2012              | iOS 6.0                                                                        | iOS 10.3.3 iOS 10.3.4                                                                             |                           |                    |                     |         |          |
| A7          | APL0698  | S5L8960  |                     | 28 nm Hκ MG              | Samsung                  | 1 billion                         | 102 mm2                         | ARMv8.0-A             | 64-bit                | 2                | Cyclone          | Dual-core             | —                | —                | —               | 1.3 GHz                                           | L1i: 64 KB L1d: 64 KB                                          | 4 MB (Inclusive)           | 1 MB           | PowerVR G6430                   | —                                             | 4                               | 16            | 128            | 450 MHz           | 115.2 GFLOPS              | 64-bit                    | —               | —                 | 1 channel 64-bit/channel      | 1 GB                                              | LPDDR3-1600 (800 MHz)  | 12.8 GB/s          | September 20, 2013            | iOS 7.0                                                                        | Bản mẫu:Current iOS 12/short                                                                      |                           |                    |                     |         |          |
| A7          | APL5698  | S5L8965  |                     | 28 nm Hκ MG              | Samsung                  | 1 billion                         | 102 mm2                         | ARMv8.0-A             | 64-bit                | 2                | Cyclone          | Dual-core             | —                | —                | —               | 1.4 GHz                                           | L1i: 64 KB L1d: 64 KB                                          | 4 MB (Inclusive)           | 1 MB           | PowerVR G6430                   | —                                             | 4                               | 16            | 128            | 450 MHz           | 115.2 GFLOPS              | 64-bit                    | —               | —                 | 1 channel 64-bit/channel      | 1 GB                                              | LPDDR3-1600 (800 MHz)  | 12.8 GB/s          | November 1, 2013              | iOS 7.0.3                                                                      | Bản mẫu:Current iOS 12/short                                                                      |                           |                    |                     |         |          |
| A8          | APL1011  | T7000    |                     | 20 nm Hκ MG              | TSMC                     | 2 billion                         | 89 mm2                          | ARMv8.0-A             | 64-bit                | 2                | Typhoon          | Dual-core             | —                | —                | —               | 1.1 GHz                                           | L1i: 64 KB L1d: 64 KB                                          | 4 MB (Inclusive)           | 1 MB           | PowerVR GX6450                  | —                                             | 4                               | 16            | 128            | 533 MHz           | 136.4 GFLOPS              | 64-bit                    | —               | —                 | 1 channel 64-bit/channel      | 1 GB                                              | LPDDR3-1600 (800 MHz)  | 12.8 GB/s          | September 19, 2014            | iOS 8.0                                                                        | Bản mẫu:Current iOS 12/short                                                                      |                           |                    |                     |         |          |
| A8          | APL1011  | T7000    | 1.4 GHz             | 20 nm Hκ MG              | TSMC                     | 2 billion                         | 89 mm2                          | ARMv8.0-A             | 64-bit                | 2                | Typhoon          | Dual-core             | —                | —                | —               |                                                   | L1i: 64 KB L1d: 64 KB                                          | 4 MB (Inclusive)           | 1 MB           | PowerVR GX6450                  | —                                             | 4                               | 16            | 128            | 533 MHz           | 136.4 GFLOPS              | 64-bit                    | —               | —                 | 1 channel 64-bit/channel      | 1 GB                                              | LPDDR3-1600 (800 MHz)  | 12.8 GB/s          | September 19, 2014            | iOS 8.0                                                                        | Bản mẫu:Current iOS 12/short                                                                      |                           |                    |                     |         |          |
| A8          | APL1011  | T7000    | audioOS 11.0        | 20 nm Hκ MG              | TSMC                     | 2 billion                         | 89 mm2                          | ARMv8.0-A             | 64-bit                | 2                | Typhoon          | Dual-core             | —                | —                | —               | HomePod Software 15.6 (Current)                   | L1i: 64 KB L1d: 64 KB                                          | 4 MB (Inclusive)           | 1 MB           | PowerVR GX6450                  | —                                             | 4                               | 16            | 128            | 533 MHz           | 136.4 GFLOPS              | 64-bit                    | —               | —                 | 1 channel 64-bit/channel      | 1 GB                                              | LPDDR3-1600 (800 MHz)  | 12.8 GB/s          | September 19, 2014            |                                                                                |                                                                                                   |                           |                    |                     |         |          |
| A8          | APL1011  | T7000    | 1.5 GHz             | 20 nm Hκ MG              | TSMC                     | 2 billion                         | 89 mm2                          | ARMv8.0-A             | 64-bit                | 2                | Typhoon          | Dual-core             | —                | —                | —               | 2 GB                                              | L1i: 64 KB L1d: 64 KB                                          | 4 MB (Inclusive)           | 1 MB           | PowerVR GX6450                  | —                                             | 4                               | 16            | 128            | 533 MHz           | 136.4 GFLOPS              | 64-bit                    | —               | —                 | 1 channel 64-bit/channel      | iOS 8.0 tvOS 9.0                                  | LPDDR3-1600 (800 MHz)  | 12.8 GB/s          | September 19, 2014            | Bản mẫu:Current iPadOS 15/short (Current) Bản mẫu:Current tvOS/short (Current) |                                                                                                   |                           |                    |                     |         |          |
| A8X         | APL1021  | T7001    |                     | 20 nm Hκ MG              | TSMC                     | 3 billion                         | 128 mm2                         | ARMv8.0-A             | 64-bit                | 3                | Typhoon          | 1.5 GHz               | —                | —                | —               | 2 GB                                              | L1i: 64 KB L1d: 64 KB                                          | 4 MB (Inclusive)           | 3-core         | 2 MB                            | —                                             | PowerVR GX6850                  | 8             | 32             | 256               | 450 MHz                   | 230.4 GFLOPS              | —               | —                 | 128-bit                       | 2 channels 64-bit/channel                         | LPDDR3-1600 (800 MHz)  | 25.6 GB/s          | October 22, 2014              | iOS 8.1                                                                        | Bản mẫu:Current iPadOS 15/short (Current)                                                         |                           |                    |                     |         |          |
| A9          | APL0898  | S8000    |                     | 14 nm FinFET             | Samsung                  | ≥ 2 billion                       | 96 mm2                          | ARMv8.0-A             | 64-bit                | Twister          | 2                | 1.85 GHz              | —                | —                | —               | 2 GB                                              | L1i: 64 KB L1d: 64 KB                                          | Dual-core                  | 3 MB           | 4 MB (Victim)                   | —                                             | PowerVR GT7600                  | 6             | 24             | 192               | 650 MHz                   | 249.6 GFLOPS              | —               | —                 | 64-bit                        | 1 channel 64-bit/channel                          | LPDDR4-3200 (1600 MHz) | 25.6 GB/s          | September 25, 2015            | iOS 9.0                                                                        | Bản mẫu:Current iOS 15/short (Current) iPadOS 17.1 (Current) Bản mẫu:Current tvOS/short (Current) |                           |                    |                     |         |          |
| A9          | APL1022  | S8003    |                     | 16 nm FinFET             | TSMC                     | ≥ 2 billion                       | 104.5 mm2                       | ARMv8.0-A             | 64-bit                | Twister          | 2                | 1.85 GHz              | —                | —                | —               | 2 GB                                              | L1i: 64 KB L1d: 64 KB                                          | Dual-core                  | 3 MB           | 4 MB (Victim)                   | —                                             | PowerVR GT7600                  | 6             | 24             | 192               | 650 MHz                   | 249.6 GFLOPS              | —               | —                 | 64-bit                        | 1 channel 64-bit/channel                          | LPDDR4-3200 (1600 MHz) | 25.6 GB/s          | September 25, 2015            | iOS 9.0                                                                        | Bản mẫu:Current iOS 15/short (Current) iPadOS 17.1 (Current) Bản mẫu:Current tvOS/short (Current) |                           |                    |                     |         |          |
| A9X         | APL1021  | S8001    |                     | 16 nm FinFET             | TSMC                     | ≥ 3 billion                       | 143.9 mm2                       | ARMv8.0-A             | 64-bit                | Twister          | 2                | 2.16 GHz              | —                | —                | —               | 2 GB                                              | L1i: 64 KB L1d: 64 KB                                          | Dual-core                  | 3 MB           | —                               | —                                             | PowerVR GT7850                  | 12            | 48             | 384               | 650 MHz                   | 499.2 GFLOPS              | —               | —                 | 128-bit (64-bit in actual)    | 2 channels (one channel is unused) 64-bit/channel | LPDDR4-3200 (1600 MHz) | 25.6 GB/s          | November 11, 2015             | iOS 9.1                                                                        | Bản mẫu:Current iOS 15/short (Current) iPadOS 17.1 (Current) Bản mẫu:Current tvOS/short (Current) |                           |                    |                     |         |          |
| A9X         | APL1021  | S8001    | 2.26 GHz            | 16 nm FinFET             | TSMC                     | ≥ 3 billion                       | 143.9 mm2                       | ARMv8.0-A             | 64-bit                | Twister          | 2                | 128-bit               | —                | —                | —               | 2 channels 64-bit/channel                         | L1i: 64 KB L1d: 64 KB                                          | Dual-core                  | 3 MB           | —                               | —                                             | PowerVR GT7850                  | 12            | 48             | 384               | 650 MHz                   | 499.2 GFLOPS              | —               | —                 | 51.2 GB/s                     | 4 GB                                              | LPDDR4-3200 (1600 MHz) |                    | November 11, 2015             | iOS 9.1                                                                        | Bản mẫu:Current iOS 15/short (Current) iPadOS 17.1 (Current) Bản mẫu:Current tvOS/short (Current) |                           |                    |                     |         |          |
| A10 Fusion  | APL1W24  | T8010    |                     | 16 nm FinFET             | TSMC                     | 3.3 billion                       | 125 mm2                         | ARMv8.1-A             | 64-bit                | Hurricane        | 2                | 1.64 GHz              | Zephyr           | 2                | 1.09 GHz        | Quad-core (Only 2 cores performed at a same time) | P-core: L1i: 64 KB L1d: 64 KB E-core: L1i: 32 KB L1d: 32KB     | P-core: 3 MB E-core: 1 MB  | 4 MB           | PowerVR GT7600 Plus             | —                                             | 6                               | 24            | 192            | 900 MHz           | 345.6 GFLOPS              | 64-bit                    | —               | —                 | 1 channel 64-bit/channel      | 25.6 GB/s                                         | LPDDR4-3200 (1600 MHz) | 2 GB               | September 16, 2016            | iOS 10.0                                                                       | Bản mẫu:Current iOS 15/short (Current) iPadOS 17.1 (Current) Bản mẫu:Current tvOS/short (Current) |                           |                    |                     |         |          |
| A10 Fusion  | APL1W24  | T8010    | 2.34 GHz            | 16 nm FinFET             | TSMC                     | 3.3 billion                       | 125 mm2                         | ARMv8.1-A             | 64-bit                | Hurricane        | 2                |                       | Zephyr           | 2                | 1.09 GHz        | Quad-core (Only 2 cores performed at a same time) | P-core: L1i: 64 KB L1d: 64 KB E-core: L1i: 32 KB L1d: 32KB     | P-core: 3 MB E-core: 1 MB  | 4 MB           | PowerVR GT7600 Plus             | —                                             | 6                               | 24            | 192            | 900 MHz           | 345.6 GFLOPS              | 64-bit                    | —               | —                 | 1 channel 64-bit/channel      | 25.6 GB/s                                         | LPDDR4-3200 (1600 MHz) | 2 GB               | September 16, 2016            | iOS 10.0                                                                       | Bản mẫu:Current iOS 15/short (Current) iPadOS 17.1 (Current) Bản mẫu:Current tvOS/short (Current) |                           |                    |                     |         |          |
| A10 Fusion  | APL1W24  | T8010    | 3 GB                | 16 nm FinFET             | TSMC                     | 3.3 billion                       | 125 mm2                         | ARMv8.1-A             | 64-bit                | Hurricane        | 2                |                       | Zephyr           | 2                | 1.09 GHz        | Quad-core (Only 2 cores performed at a same time) | P-core: L1i: 64 KB L1d: 64 KB E-core: L1i: 32 KB L1d: 32KB     | P-core: 3 MB E-core: 1 MB  | 4 MB           | PowerVR GT7600 Plus             | —                                             | 6                               | 24            | 192            | 900 MHz           | 345.6 GFLOPS              | 64-bit                    | —               | —                 | 1 channel 64-bit/channel      | 25.6 GB/s                                         | LPDDR4-3200 (1600 MHz) |                    | September 16, 2016            | iOS 10.0                                                                       | Bản mẫu:Current iOS 15/short (Current) iPadOS 17.1 (Current) Bản mẫu:Current tvOS/short (Current) |                           |                    |                     |         |          |
| A10X Fusion | APL1071  | T8011    |                     | 10 nm FinFET             | TSMC                     | ≥ 4 billion                       | 96.4 mm2                        | ARMv8.1-A             | 64-bit                | Hurricane        | 3                | 2.38 GHz              | Zephyr           | 3                | 1.30 GHz        | 6-core (Only 3 cores performed at a same time)    | P-core: L1i: 64 KB L1d: 64 KB E-core: L1i: 32 KB L1d: 32KB     | P-core: 8 MB E-core: 1 MB  | —              | PowerVR GT7600 Plus             | 4 MB                                          | 12                              | 48            | 384            | 1000 MHz          | 768.0 GFLOPS              | 128-bit                   | —               | —                 | 2 channels 64-bit/channel     | 51.2 GB/s                                         | LPDDR4-3200 (1600 MHz) | 3 GB               | June 13, 2017                 | tvOS 11.0                                                                      | Bản mẫu:Current iOS 15/short (Current) iPadOS 17.1 (Current) Bản mẫu:Current tvOS/short (Current) |                           |                    |                     |         |          |
| A10X Fusion | APL1071  | T8011    | 4 GB                | 10 nm FinFET             | TSMC                     | ≥ 4 billion                       | 96.4 mm2                        | ARMv8.1-A             | 64-bit                | Hurricane        | 3                | 2.38 GHz              | Zephyr           | 3                | 1.30 GHz        | 6-core (Only 3 cores performed at a same time)    | P-core: L1i: 64 KB L1d: 64 KB E-core: L1i: 32 KB L1d: 32KB     | P-core: 8 MB E-core: 1 MB  | —              | PowerVR GT7600 Plus             | 4 MB                                          | 12                              | 48            | 384            | 1000 MHz          | 768.0 GFLOPS              | 128-bit                   | —               | —                 | 2 channels 64-bit/channel     | 51.2 GB/s                                         | LPDDR4-3200 (1600 MHz) | iOS 10.3.2         | June 13, 2017                 |                                                                                | Bản mẫu:Current iOS 15/short (Current) iPadOS 17.1 (Current) Bản mẫu:Current tvOS/short (Current) |                           |                    |                     |         |          |
| A11 Bionic  | APL1W72  | T8015    |                     | 10 nm FinFET             | TSMC                     | 4.3 billion                       | 87.66 mm2                       | ARMv8.2-A             | 64-bit                | Monsoon          | 2                | 2.39 GHz              | Mistral          | 4                | 1.19 GHz        | 6-core                                            | P-core: L1i: 64 KB L1d: 64 KB E-core: L1i: 32 KB L1d: 32KB     | P-core: 8 MB E-core: 1 MB  | —              | First generation Apple-designed | 4 MB                                          | 3                               | 12            | 192            | 1066 MHz          | 409.3 GFLOPS              | 2                         | 600 billion OPS | 64-bit            | 1 channel 64-bit/channel      | LPDDR4X-4266 (2133 MHz)                           | 34.1 GB/s              | 2 GB               | September 22, 2017            | iOS 11.0                                                                       | iOS 17.6.1 (Current) iPadOS 17.1 (Current) Bản mẫu:Current tvOS/short (Current)                   |                           |                    |                     |         |          |
| A11 Bionic  | APL1W72  | T8015    | 3 GB                | 10 nm FinFET             | TSMC                     | 4.3 billion                       | 87.66 mm2                       | ARMv8.2-A             | 64-bit                | Monsoon          | 2                | 2.39 GHz              | Mistral          | 4                | 1.19 GHz        | 6-core                                            | P-core: L1i: 64 KB L1d: 64 KB E-core: L1i: 32 KB L1d: 32KB     | P-core: 8 MB E-core: 1 MB  | —              | First generation Apple-designed | 4 MB                                          | 3                               | 12            | 192            | 1066 MHz          | 409.3 GFLOPS              | 2                         | 600 billion OPS | 64-bit            | 1 channel 64-bit/channel      | LPDDR4X-4266 (2133 MHz)                           | 34.1 GB/s              |                    | September 22, 2017            | iOS 11.0                                                                       | iOS 17.6.1 (Current) iPadOS 17.1 (Current) Bản mẫu:Current tvOS/short (Current)                   |                           |                    |                     |         |          |
| A12 Bionic  | APL1W81  | T8020    |                     | 7 nm (N7) FinFET         | TSMC                     | 6.9 billion                       | 83.27 mm2                       | ARMv8.3-A             | 64-bit                | Vortex           | 2                | 2.49 GHz              | Tempest          | 4                | 1.59 GHz        | 6-core                                            | P-core: L1i: 128 KB L1d: 128 KB E-core: L1i: 32 KB L1d: 32KB   | P-core: 8 MB E-core: 2 MB  | —              | 8 MB                            | Second generation Apple-designed (Apple G11P) | 4                               | 16            | 256            | 1125 MHz          | 576.0 GFLOPS              | 8                         | 5 TOPS          | 64-bit            | 1 channel 64-bit/channel      | LPDDR4X-4266 (2133 MHz)                           | 34.1 GB/s              | September 21, 2018 | iOS 12.0 tvOS 14.5            |                                                                                | iOS 17.6.1 (Current) iPadOS 17.1 (Current) Bản mẫu:Current tvOS/short (Current)                   |                           |                    |                     |         |          |
| A12 Bionic  | APL1W81  | T8020    | 4 GB                | 7 nm (N7) FinFET         | TSMC                     | 6.9 billion                       | 83.27 mm2                       | ARMv8.3-A             | 64-bit                | Vortex           | 2                | 2.49 GHz              | Tempest          | 4                | 1.59 GHz        | 6-core                                            | P-core: L1i: 128 KB L1d: 128 KB E-core: L1i: 32 KB L1d: 32KB   | P-core: 8 MB E-core: 2 MB  | —              | 8 MB                            | Second generation Apple-designed (Apple G11P) | 4                               | 16            | 256            | 1125 MHz          | 576.0 GFLOPS              | 8                         | 5 TOPS          | 64-bit            | 1 channel 64-bit/channel      | LPDDR4X-4266 (2133 MHz)                           | 34.1 GB/s              | September 21, 2018 | iOS 12.0 tvOS 14.5            |                                                                                | iOS 17.6.1 (Current) iPadOS 17.1 (Current) Bản mẫu:Current tvOS/short (Current)                   |                           |                    |                     |         |          |
| A12X Bionic | APL1083  | T8027    |                     | 7 nm (N7) FinFET         | TSMC                     | 10 billion                        | 135 mm2                         | ARMv8.3-A             | 64-bit                | Vortex           | 4                | 2.49 GHz              | Tempest          | 4                | 1.59 GHz        | 8-core                                            | P-core: L1i: 128 KB L1d: 128 KB E-core: L1i: 32 KB L1d: 32KB   | P-core: 8 MB E-core: 2 MB  | —              | 8 MB                            | Second generation Apple-designed (Apple G11G) | 7                               | 28            | 448            | 1125 MHz          | 1.008 TFLOPS              | 8                         | 5 TOPS          | 128-bit           | 2 channels 64-bit/channel     | LPDDR4X-4266 (2133 MHz)                           | 68.2 GB/s              | November 7, 2018   | iOS 12.1                      |                                                                                | iOS 17.6.1 (Current) iPadOS 17.1 (Current) Bản mẫu:Current tvOS/short (Current)                   |                           |                    |                     |         |          |
| A12X Bionic | APL1083  | T8027    | 6 GB                | 7 nm (N7) FinFET         | TSMC                     | 10 billion                        | 135 mm2                         | ARMv8.3-A             | 64-bit                | Vortex           | 4                | 2.49 GHz              | Tempest          | 4                | 1.59 GHz        | 8-core                                            | P-core: L1i: 128 KB L1d: 128 KB E-core: L1i: 32 KB L1d: 32KB   | P-core: 8 MB E-core: 2 MB  | —              | 8 MB                            | Second generation Apple-designed (Apple G11G) | 7                               | 28            | 448            | 1125 MHz          | 1.008 TFLOPS              | 8                         | 5 TOPS          | 128-bit           | 2 channels 64-bit/channel     | LPDDR4X-4266 (2133 MHz)                           | 68.2 GB/s              | November 7, 2018   | iOS 12.1                      |                                                                                | iOS 17.6.1 (Current) iPadOS 17.1 (Current) Bản mẫu:Current tvOS/short (Current)                   |                           |                    |                     |         |          |
| A12Z Bionic | APL1083  | T8027    |                     | 7 nm (N7) FinFET         | TSMC                     | 10 billion                        | 135 mm2                         | ARMv8.3-A             | 64-bit                | Vortex           | 4                | 2.49 GHz              | Tempest          | 4                | 1.59 GHz        | 8-core                                            | P-core: L1i: 128 KB L1d: 128 KB E-core: L1i: 32 KB L1d: 32KB   | P-core: 8 MB E-core: 2 MB  | —              | 8 MB                            | Second generation Apple-designed (Apple G11G) | 8                               | 32            | 512            | 1125 MHz          | 1.152 TFLOPS              | 8                         | 5 TOPS          | 128-bit           | 2 channels 64-bit/channel     | LPDDR4X-4266 (2133 MHz)                           | 68.2 GB/s              | March 25, 2020     | iPadOS 13.4                   |                                                                                | iOS 17.6.1 (Current) iPadOS 17.1 (Current) Bản mẫu:Current tvOS/short (Current)                   |                           |                    |                     |         |          |
| A12Z Bionic | APL1083  | T8027    | 16 GB               | 7 nm (N7) FinFET         | TSMC                     | 10 billion                        | 135 mm2                         | ARMv8.3-A             | 64-bit                | Vortex           | 4                | 2.49 GHz              | Tempest          | 4                | 1.59 GHz        | 8-core                                            | P-core: L1i: 128 KB L1d: 128 KB E-core: L1i: 32 KB L1d: 32KB   | P-core: 8 MB E-core: 2 MB  | —              | 8 MB                            | Second generation Apple-designed (Apple G11G) | 8                               | 32            | 512            | 1125 MHz          | 1.152 TFLOPS              | 8                         | 5 TOPS          | 128-bit           | 2 channels 64-bit/channel     | LPDDR4X-4266 (2133 MHz)                           | 68.2 GB/s              | June 22, 2020      | macOS Big Sur 11.0 Beta 1     | macOS Big Sur 11.3 Beta 2                                                      |                                                                                                   |                           |                    |                     |         |          |
| A13 Bionic  | APL1W85  | T8030    |                     | 7 nm (N7P) FinFET        | TSMC                     | 8.5 billion                       | 98.48 mm2                       | ARMv8.4-A             | 64-bit                | Lightning        | 2                | 2.65 GHz              | Thunder          | 4                | 1.72 GHz        | 6-core                                            | P-core: L1i: 192 KB L1d: 128 KB E-core: L1i: 96 KB L1d: 48 KB  | P-core: 8 MB E-core: 4 MB  | —              | 16 MB                           | Third generation Apple-designed               | 4                               | 16            | 256            | 1230 MHz          | 630 GFLOPS                | 8                         | 5.5 TOPS        | 64-bit            | 1 channel 64-bit/channel      | LPDDR4X-4266 (2133 MHz)                           | 34.1 GB/s              | 3 GB               | September 20, 2019            | iOS 13.0 iPadOS 13.0                                                           | iOS 17.6.1 (Current) iPadOS 17.1 (Current)                                                        |                           |                    |                     |         |          |
| A13 Bionic  | APL1W85  | T8030    | 4 GB                | 7 nm (N7P) FinFET        | TSMC                     | 8.5 billion                       | 98.48 mm2                       | ARMv8.4-A             | 64-bit                | Lightning        | 2                | 2.65 GHz              | Thunder          | 4                | 1.72 GHz        | 6-core                                            | P-core: L1i: 192 KB L1d: 128 KB E-core: L1i: 96 KB L1d: 48 KB  | P-core: 8 MB E-core: 4 MB  | —              | 16 MB                           | Third generation Apple-designed               | 4                               | 16            | 256            | 1230 MHz          | 630 GFLOPS                | 8                         | 5.5 TOPS        | 64-bit            | 1 channel 64-bit/channel      | LPDDR4X-4266 (2133 MHz)                           | 34.1 GB/s              |                    | September 20, 2019            | iOS 13.0 iPadOS 13.0                                                           | iOS 17.6.1 (Current) iPadOS 17.1 (Current)                                                        |                           |                    |                     |         |          |
| A14 Bionic  | APL1W01  | T8101    |                     | 5 nm (N5) FinFET         | TSMC                     | 11.8 billion                      | 88 mm2                          | ARMv8.5-A             | 64-bit                | Firestorm        | 2                | 3.00 GHz              | Icestorm         | 4                | 1.82 GHz        | 6-core                                            | P-core: L1i: 192 KB L1d: 128 KB E-core: L1i: 128 KB L1d: 64 KB | P-core: 8 MB E-core: 4 MB  | —              | 16 MB                           | Fourth generation Apple-designed              | 4                               | 16            | 256            | 1278 MHz          | 654 GFLOPS                | 16                        | 11 TOPS         | 64-bit            | 1 channel 64-bit/channel      | LPDDR4X-4266 (2133 MHz)                           | 34.1 GB/s              | October 23, 2020   | iOS 14.0 iPadOS 14.0          |                                                                                | iOS 17.6.1 (Current) iPadOS 17.1 (Current)                                                        |                           |                    |                     |         |          |
| A14 Bionic  | APL1W01  | T8101    | 6 GB                | 5 nm (N5) FinFET         | TSMC                     | 11.8 billion                      | 88 mm2                          | ARMv8.5-A             | 64-bit                | Firestorm        | 2                | 3.00 GHz              | Icestorm         | 4                | 1.82 GHz        | 6-core                                            | P-core: L1i: 192 KB L1d: 128 KB E-core: L1i: 128 KB L1d: 64 KB | P-core: 8 MB E-core: 4 MB  | —              | 16 MB                           | Fourth generation Apple-designed              | 4                               | 16            | 256            | 1278 MHz          | 654 GFLOPS                | 16                        | 11 TOPS         | 64-bit            | 1 channel 64-bit/channel      | LPDDR4X-4266 (2133 MHz)                           | 34.1 GB/s              | October 23, 2020   | iOS 14.0 iPadOS 14.0          |                                                                                | iOS 17.6.1 (Current) iPadOS 17.1 (Current)                                                        |                           |                    |                     |         |          |
| A15 Bionic  | APL1W07  | T8110    |                     | 5 nm (N5P) FinFET        | TSMC                     | 15 billion                        | 107.68 mm2                      | ARMv8.5-A             | 64-bit                | Avalanche        | 2                | 3.24 GHz              | Blizzard         | 4                | 2.02 GHz        | 6-core                                            | P-core: L1i: 192 KB L1d: 128 KB E-core: L1i: 128 KB L1d: 64 KB | P-core: 12 MB E-core: 4 MB | —              | 32 MB                           | Fifth generation Apple-designed               | 4                               | 16            | 512            | 1338 MHz          | 1.370 TFLOPS              | 16                        | 15.8 TOPS       | 64-bit            | 1 channel 64-bit/channel      | LPDDR4X-4266 (2133 MHz)                           | 34.1 GB/s              | 4 GB               | September 24, 2021            | iOS 15.0 iPadOS 15.0                                                           | iOS 17.6.1 (Current) iPadOS 17.1 (Current)                                                        |                           |                    |                     |         |          |
| A15 Bionic  | APL1W07  | T8110    | 2.93 GHz            | 5 nm (N5P) FinFET        | TSMC                     | 15 billion                        | 107.68 mm2                      | ARMv8.5-A             | 64-bit                | Avalanche        | 2                | 5                     | Blizzard         | 4                | 2.02 GHz        | 6-core                                            | P-core: L1i: 192 KB L1d: 128 KB E-core: L1i: 128 KB L1d: 64 KB | P-core: 12 MB E-core: 4 MB | —              | 32 MB                           | Fifth generation Apple-designed               | 20                              | 640           | 1.713 TFLOPS   | 1338 MHz          |                           | 16                        | 15.8 TOPS       | 64-bit            | 1 channel 64-bit/channel      | LPDDR4X-4266 (2133 MHz)                           | 34.1 GB/s              | 4 GB               | September 24, 2021            | iOS 15.0 iPadOS 15.0                                                           | iOS 17.6.1 (Current) iPadOS 17.1 (Current)                                                        |                           |                    |                     |         |          |
| A15 Bionic  | APL1W07  | T8110    | 3.24 GHz            | 5 nm (N5P) FinFET        | TSMC                     | 15 billion                        | 107.68 mm2                      | ARMv8.5-A             | 64-bit                | Avalanche        | 2                | 5                     | Blizzard         | 4                | 2.02 GHz        | 6-core                                            | P-core: L1i: 192 KB L1d: 128 KB E-core: L1i: 128 KB L1d: 64 KB | P-core: 12 MB E-core: 4 MB | —              | 32 MB                           | Fifth generation Apple-designed               | 20                              | 640           | 1.713 TFLOPS   | 1338 MHz          | 6 GB                      | 16                        | 15.8 TOPS       | 64-bit            | 1 channel 64-bit/channel      | LPDDR4X-4266 (2133 MHz)                           | 34.1 GB/s              |                    | September 24, 2021            | iOS 15.0 iPadOS 15.0                                                           | iOS 17.6.1 (Current) iPadOS 17.1 (Current)                                                        |                           |                    |                     |         |          |
| A16 Bionic  | APL1W10  | T8120    |                     | 5 nm (N4P) FinFET        | TSMC                     | 16 billion                        | 112.75 mm2                      | ARMv8.6-A             | 64-bit                | Everest          | 2                | 5                     | 3.46 GHz         | 4                | 2.02 GHz        | 6-core                                            | P-core: L1i: 192 KB L1d: 128 KB E-core: L1i: 128 KB L1d: 64 KB | Sawtooth                   | —              | P-core: 16 MB E-core: 4 MB      | 24 MB                                         | Sixth generation Apple-designed | 20            | 640            | 1398 MHz          | 6 GB                      | 16                        | 1.789 TFLOPS    | 64-bit            | 1 channel 64-bit/channel      | 17 TOPS                                           | LPDDR5-6400 (3200 MHz) | 51.2 GB/s          | September 7, 2022             | iOS 16.0                                                                       | iOS 17.6.1 (Current) iPadOS 17.1 (Current)                                                        |                           |                    |                     |         |          |
| A17 Pro     | APL1V02  | T8130    |                     | 3 nm (N3B) FinFET        | TSMC                     | 19 billion                        | 103.80 mm2                      | ARMv8.6-A             | 64-bit                |                  |                  | 3.78 GHz              |                  | 4                | 2.11 GHz        | 6-core                                            | P-core: L1i: 192 KB L1d: 128 KB E-core: L1i: 128 KB L1d: 64 KB |                            | —              | P-core: 16 MB E-core: 4 MB      | 7th generation Apple- designed                | 6                               | 24            | 768            | 1398 MHz          | 2.147 TFLOPS              | 16                        | 35 TOPS         | 64-bit            | 1 channel 64-bit/channel      | 8 GB                                              | LPDDR5-6400 (3200 MHz) | 51.2 GB/s          | September 22, 2023            | iOS 17.0                                                                       | iOS 17.6.1 (Current) iPadOS 17.1 (Current)                                                        |                           |                    |                     |         |          |
| Name        | Codename | Part No. | Image               | Node                     | TSMC                     | Manufacturer                      | Transistors count               | Die size              | 64-bit                | CPU ISA          | Bit width        | Core name             | Cores            | 4                | Core speed      | Core name                                         | Cores                                                          | Core speed                 | —              | Overall cores                   | L1                                            | L2                              | L3            | SLC            | Vendor            | Cores                     | EU count                  | ALU count       | Frequency         | FLOPS                         | Cores                                             | OPS                    | Memory bus width   | Total channel Bit per channel | Memory type                                                                    | iOS 17.6.1 (Current) iPadOS 17.1 (Current)                                                        | Theoretical bandwidth     | Available capacity | First released date | Initial | Terminal |
| Name        | Codename | Part No. | Image               | Node                     | TSMC                     | Manufacturer                      | Transistors count               | Die size              | 64-bit                | CPU ISA          | Bit width        | Performance core      | Performance core | Performance core | Efficiency core | Efficiency core                                   | Efficiency core                                                | Cache                      | Cache          | Cache                           | Cache                                         |                                 |               |                | Vendor            | Cores                     | EU count                  | ALU count       | Frequency         | FLOPS                         | Cores                                             | OPS                    | Memory bus width   | Total channel Bit per channel | Memory type                                                                    | iOS 17.6.1 (Current) iPadOS 17.1 (Current)                                                        | Theoretical bandwidth     | Available capacity | First released date | Initial | Terminal |
| General     | General  | General  | Image               | Semiconductor technology | Semiconductor technology | Semiconductor technology          | Semiconductor technology        | Computer architecture | Computer architecture | CPU              | CPU              | CPU                   | CPU              | CPU              | CPU             | CPU                                               | CPU                                                            | CPU                        | CPU            | CPU                             | GPU                                           | GPU                             | GPU           | GPU            | GPU               | GPU                       | AI accelerator            | AI accelerator  | Memory technology | Memory technology             | Memory technology                                 | Memory technology      | Memory technology  | Supported OS                  | Supported OS                                                                   |                                                                                                   |                           |                    | First released date |         |          |

## S series

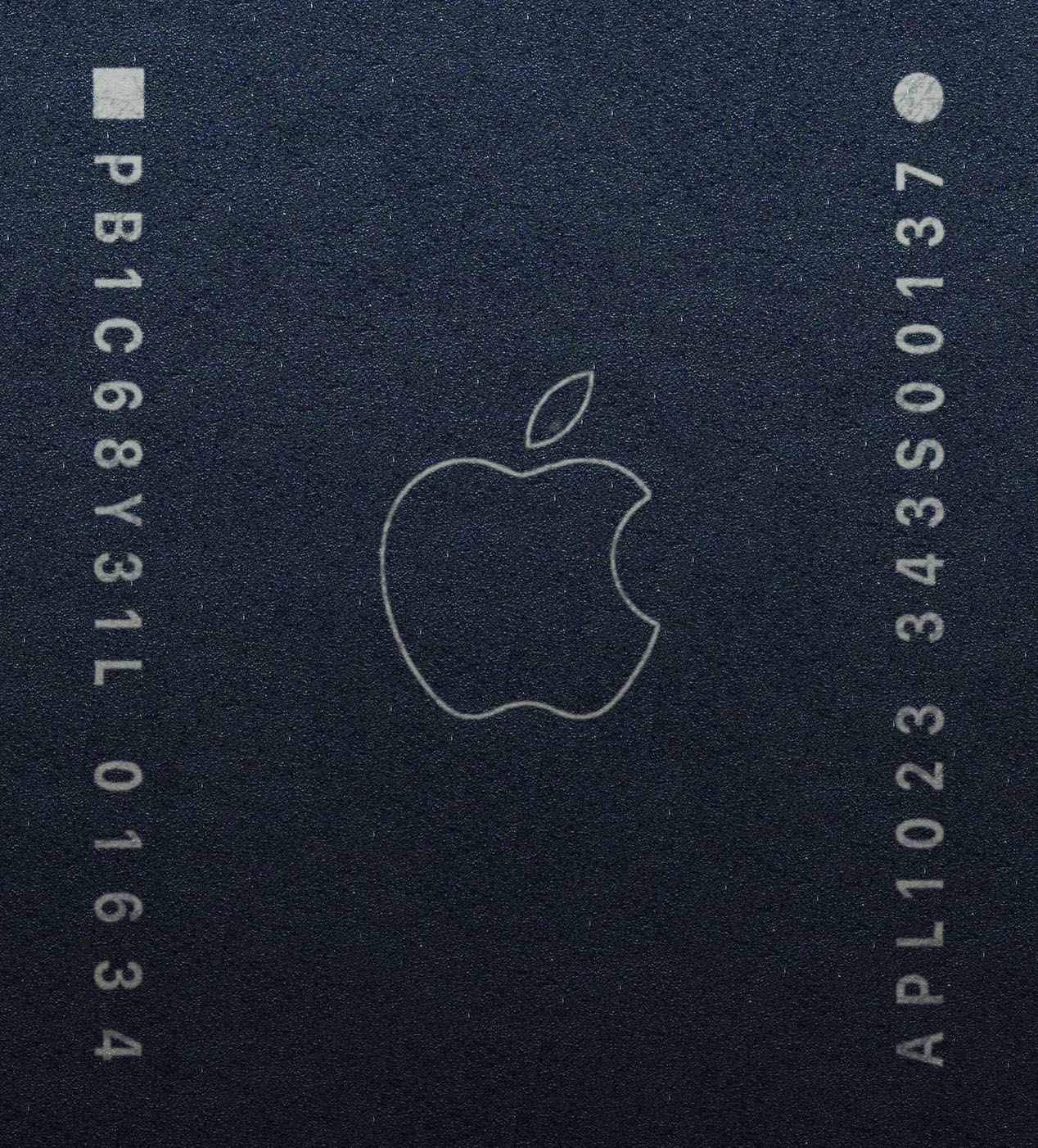
SoC Apple T1 model APL1023 trên MacBook Pro with Touch Bar 2016.

Apple S series là dòng vi xử lý trung tâm sử dụng trong Apple Watch, được thiết kế bởi Apple và sản xuất bởi Samsung.

SoC dòng S của Apple, sử dụng trên Apple Watch
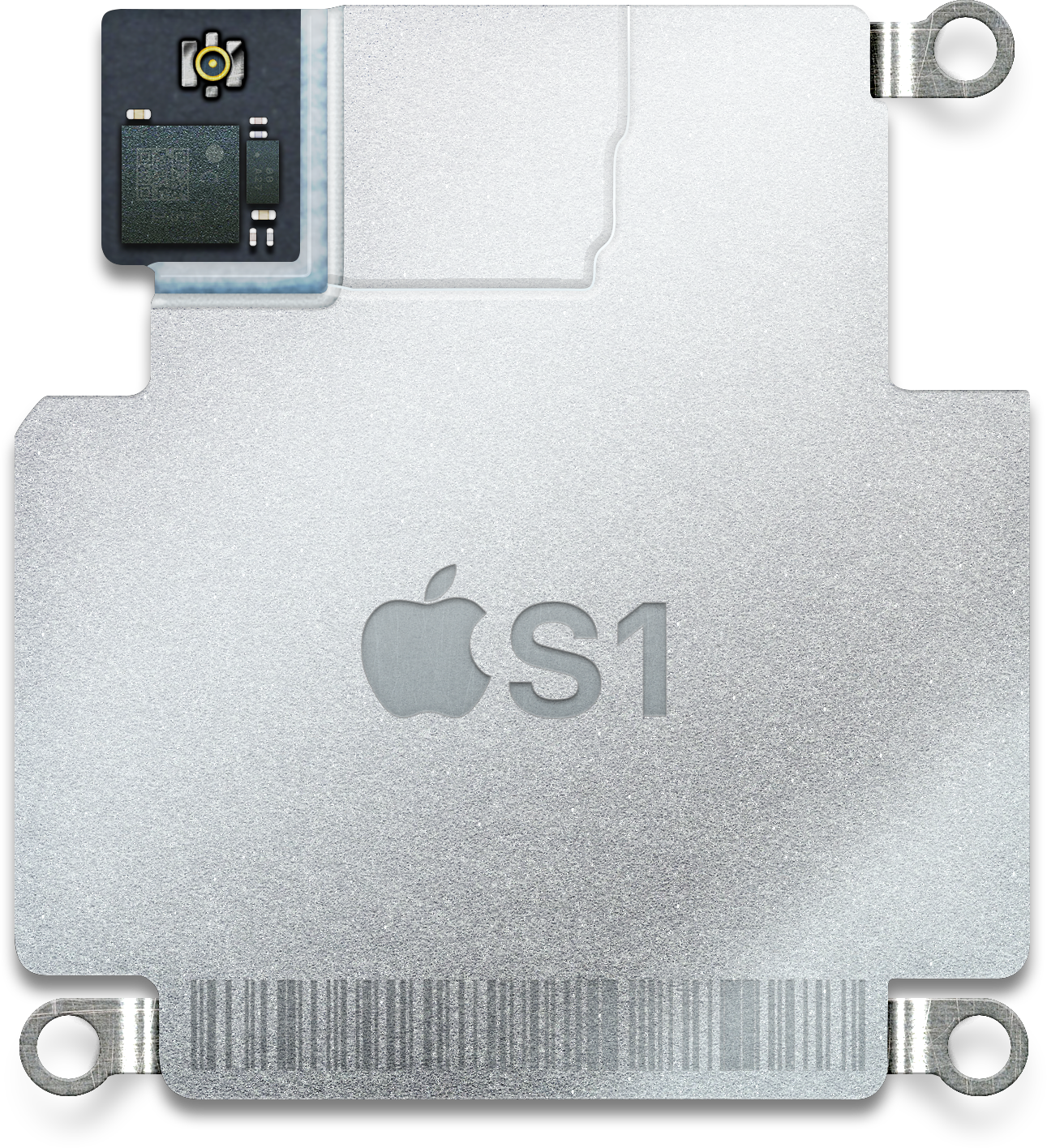
Apple S1 (sử dụng trên Apple Watch thế hệ đầu tiên),
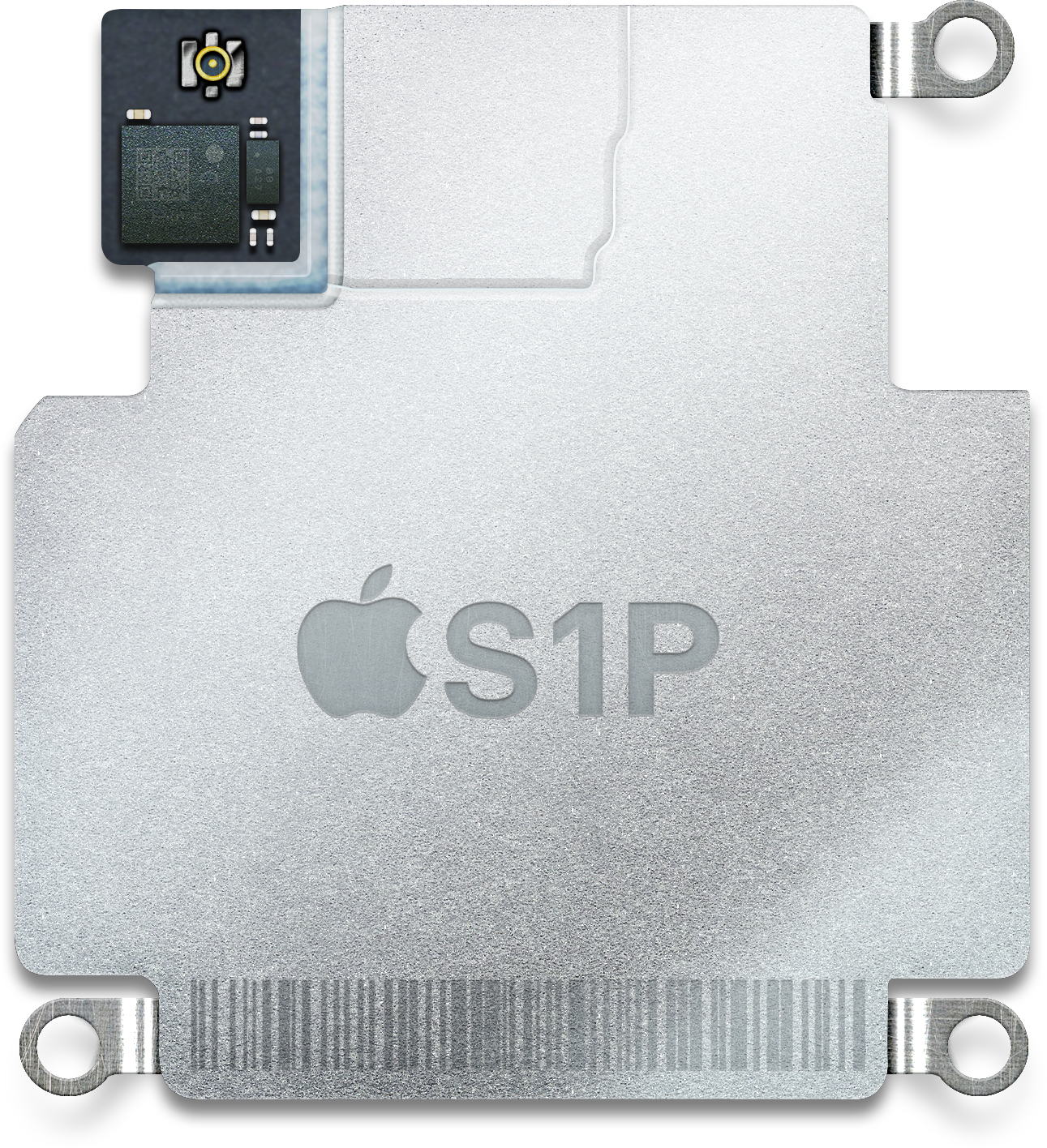
Apple S1P (sử dụng trên Apple Watch Series 1).
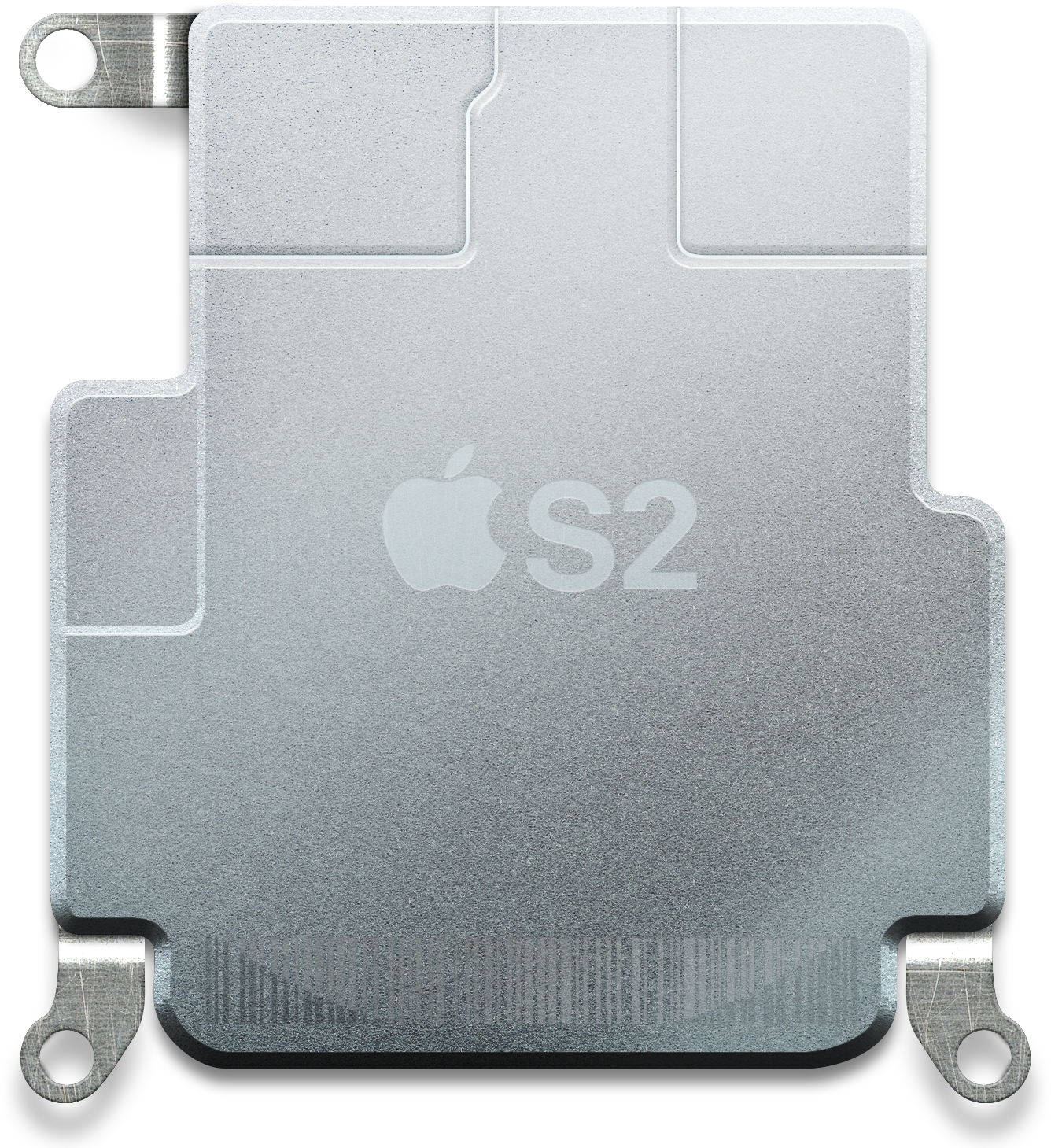
Apple S2 (sử dụng trên Apple Watch Series 2)
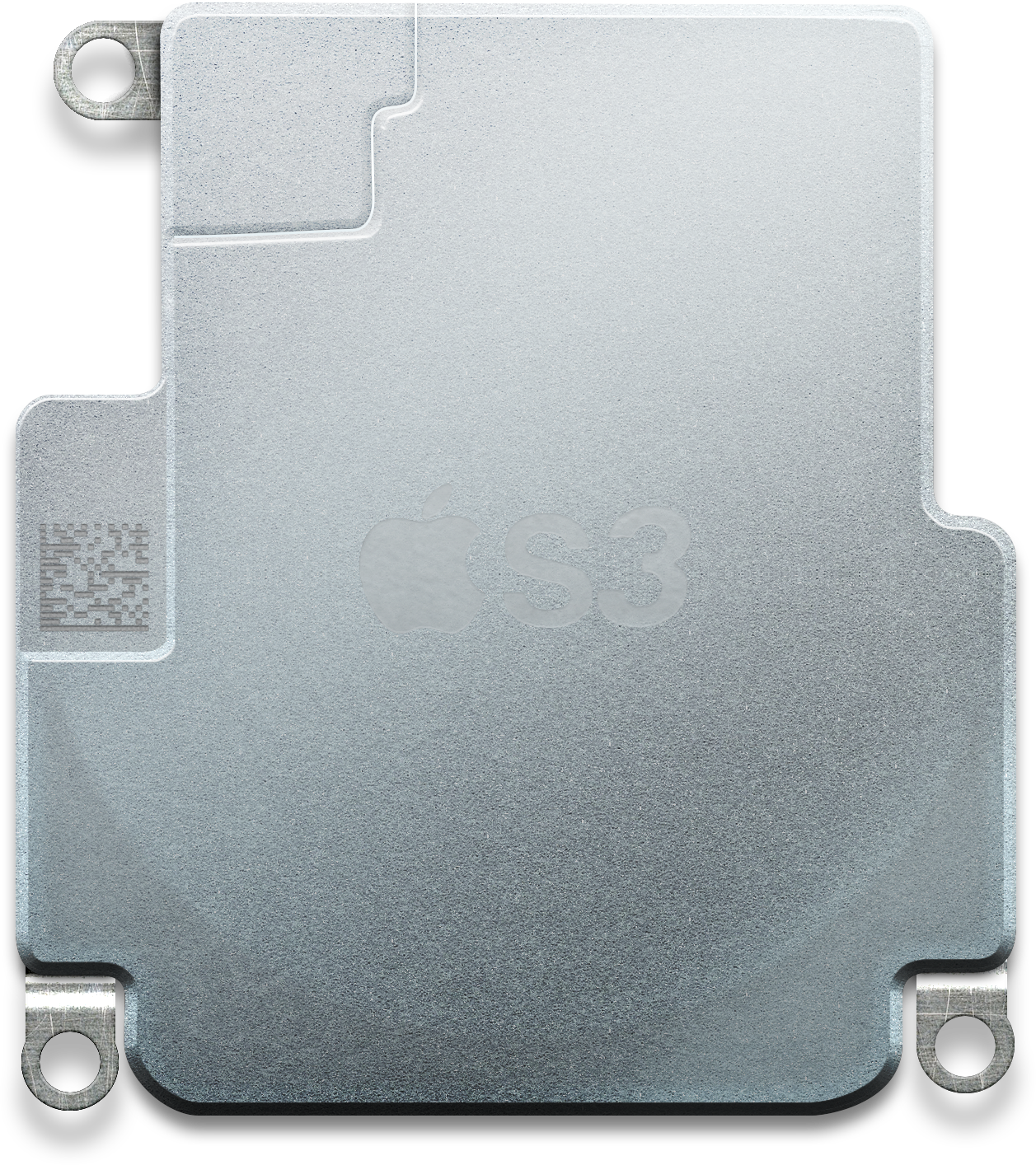
Apple S3 (sử dụng trên Apple Watch Series 3)
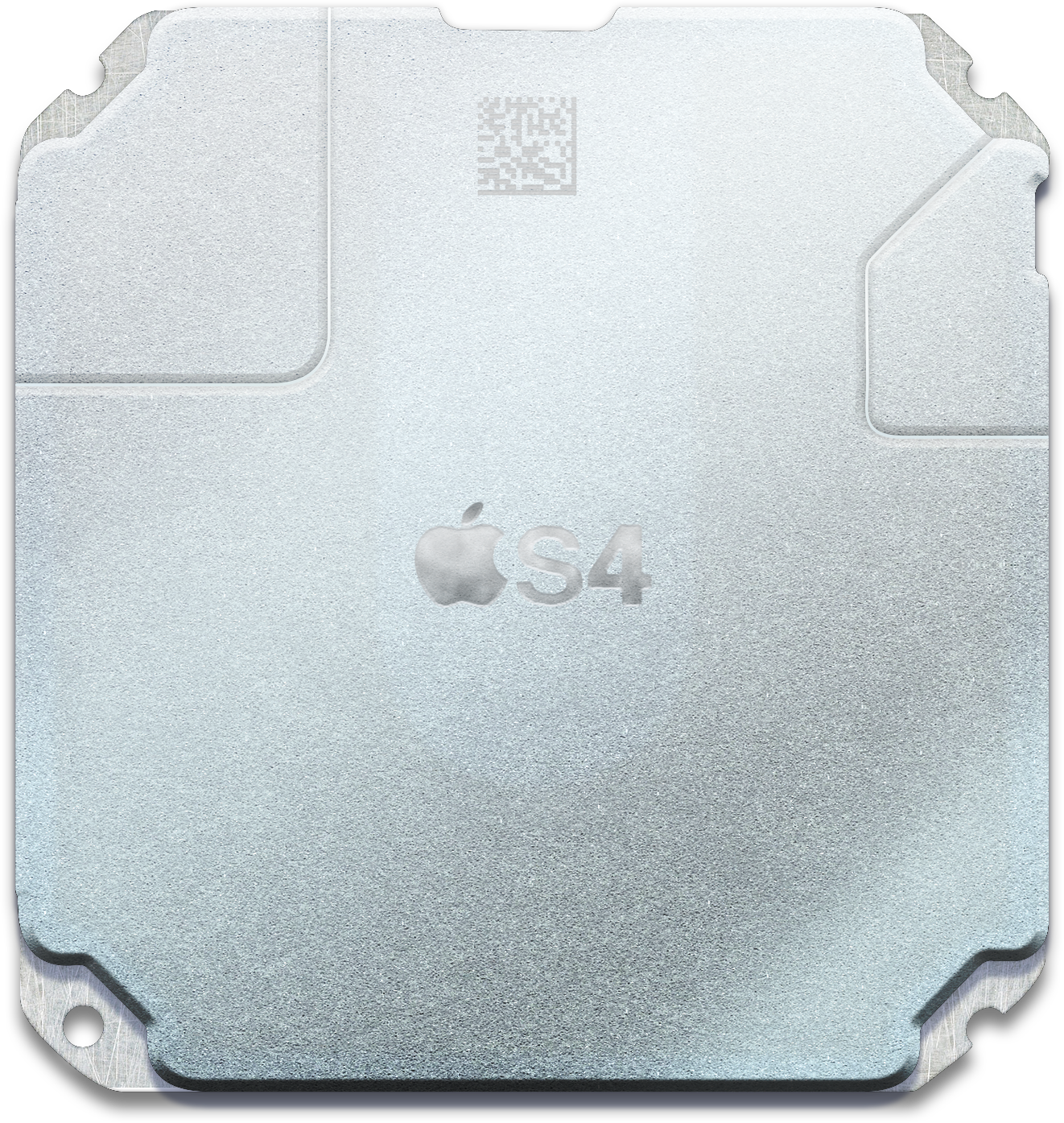
Apple S4 (sử dụng trên Apple Watch Series 4)
- Apple S5 (sử dụng trên Apple Watch Series 5)  - SoC dòng S của Apple, sử dụng trên Apple Watch
  - Apple S1 28 nm
  - Apple S1P 
  - Apple S2 
  - Apple S3 
  - Apple S4

## T series
Apple T series là dòng SoC chịu trách nhiệm về bảo mật sinh trắc học, camera, điều khiển trợ lý ảo chủ yếu trên máy tính Macbook và iMac. Bộ xử lý trung tâm của các thiết bị này là CPU Intel và GPU AMD Radeon.
- Apple T1 (xuất hiện lần đầu trên MacBook Pro with Touch Bar 2016).
- Apple T2 (xuất hiện lần đầu trên iMac Pro 2017).

## W series
Apple W series đảm nhiệm các kết nối Bluetooth và Wi-Fi trên các thiết bị của Apple.
- Apple W1 (sử dụng trên tai nghe AirPods thế hệ thứ nhất và tai nghe không dây Beats),
- Apple W2 (sử dụng trên Apple Watch Series 3),
- Apple W3 (sử dụng trên Apple Watch Series 4 và 5, hỗ trợ Bluetooth 5.0).

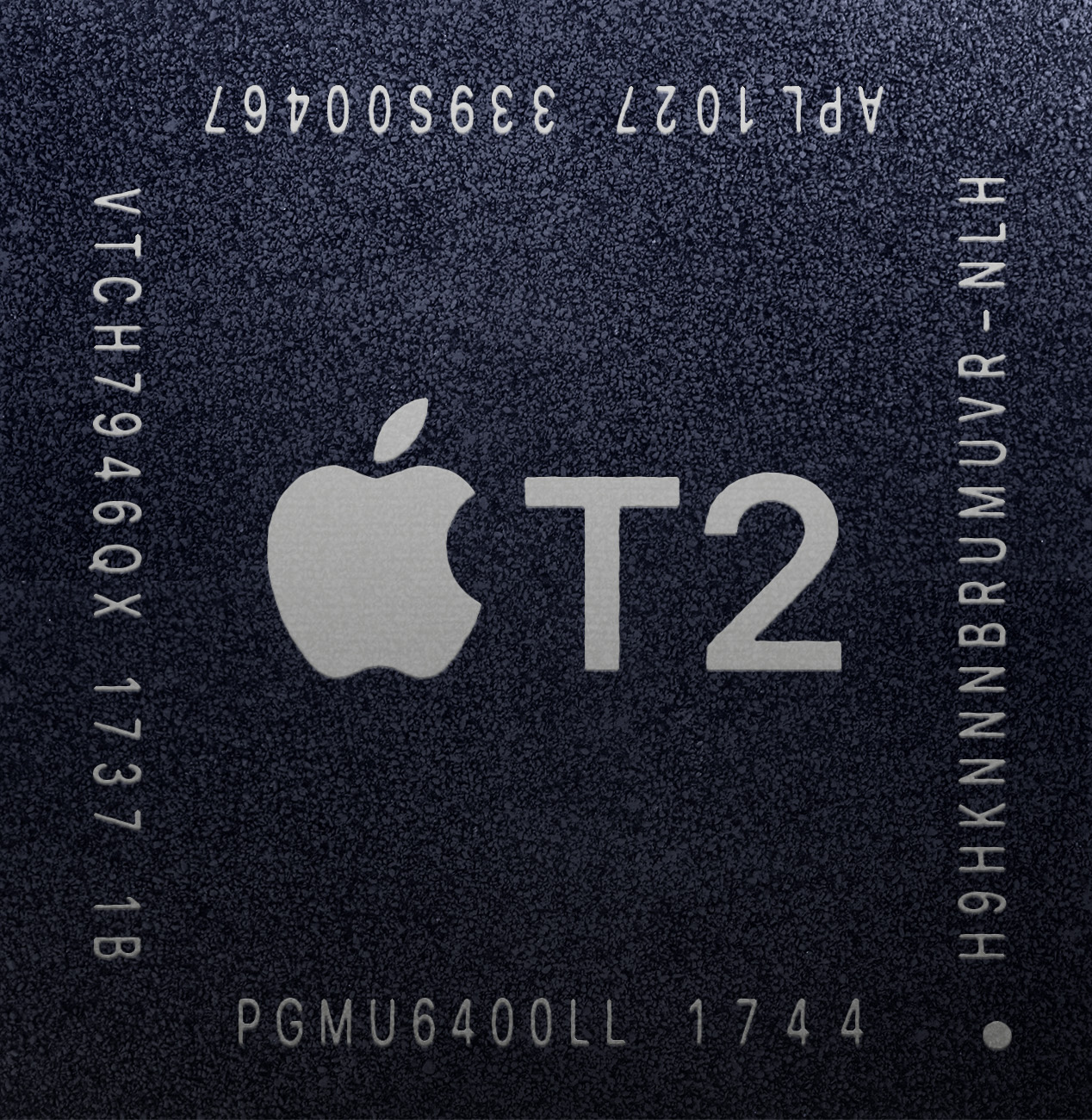
Apple T2 model APL1027

## H series
Apple H1 được sử dụng lần đầu tiên trong AirPods 2019, tai nghe Powerbeats Pro, Beats Solo Pro và tai nghe AirPods Pro. Hỗ trợ Bluetooth 5.0, "Hey Siri" và có độ trễ thấp hơn 30% so với Apple W1 trong phiên bản trước của AirPods.

## U series
Dòng Apple "U" là dòng chip sử dụng công nghệ Ultra Wideband (UWB), nhận thức không gian như AirDrop được cải tiến, nhận biết không gian và khoảng cách giữa các thiết bị Apple khác xung quanh iPhone.

### Apple U1
Apple U1 được sử dụng trong dòng iPhone 11 cho đến dòng iPhone 14 (không bao gồm iPhone SE thế hệ hai và ba); Apple Watch SSeries 6 đến Apple Watch Series 8 và Apple Watch Ultra (thế hệ 1); HomePod (thế hệ 2) và HomePod Mini; AirTag; và hộp sạc của AirPods Pro (thế hệ 2).

### Apple U2
The Apple U2 (được Apple gọi là "chip Ultra Wideband thế hệ thứ hai") được sử dụng trong dòng iPhone 15, Apple Watch Series 9, và Apple Watch Ultra 2.

### So sánh bộ xử lý dòng U
| Tên | Mã số   | Hình ảnh      | CPU                | Công nghệ bán dẫn        | Phát hành lần đấu   |
| --- | ------- | ------------- | ------------------ | ------------------------ | ------------------- |
| U1  | TMK A75 | Apple U1 chip | Cortex-M4 ARMv7E-M | 16 nm FinFET (TSMC 16FF) | 20 tháng 9 năm 2019 |
| U2  |         |               |                    |                          | 22 tháng 9 năm 2023 |

## M Series
Apple "M" Series là dòng SoC được sử dụng trên các loại Mac kể từ tháng 11 năm 2020, trong IPad Pro từ tháng 4 năm 2021 và IPad Air từ tháng 3 năm 2022. Dòng "M" trước đó đựoc dùng bởi bộ đồng xử lý chuyển động của Apple.

### Apple M1

#### Apple M1
M1 là SoC đầu tiên được dùng trên dòng Mac, được giới thiệu vào ngày 10 tháng 11 năm 2020. M1 được sản xuất bằng công nghệ 5nm của TSMC. Các máy Mac dùng chip này là MacBook Air (M1, 2020), Mac Mini (M1,2020), IMac (24-inch, M1, 2021), IPad Pro (thế hệ 5) và IPad Air (thế hệ 5). Chip này gồm 4 lõi hiệu suất và 4 lõi hiệu năng, và đi kèm với tối đa 8 lõi GPU, mặc dù MacBook Air bản thấp nhất chỉ có 7 lõi GPU. 

#### Apple M1 Pro
Đây là bản mạnh hơn của M1, với 6 đến 8 lõi hiệu suất, 2 lõi hiệu năng, 14 hoặc 16 lõi GPU, và lên tới 32GB RAM. M1 Pro ra mắt vào ngày 18 tháng 11 năm 2021 và được sử dụng trong dòng MacBook Pro 14 và 16-inch. Hiệu suất của chip này nhanh hơn M1 khoảng 70%